# LIVE ホントのライブベスト版 15th篇 〜An's Choice〜
『LIVE ホントのライブベスト版 15th篇 〜An's Choice〜』（ライブ ホントのライブベストばん フィフティーンスへん アンズチョイス）は、熊木杏里2枚目のライブ・アルバム。2019年10月30日に、ヤマハミュージックコミュニケーションズからリリース。

## 解説
11枚目のアルバム『人と時』と同日発売。2018年3月24日に行われた東京国際フォーラムホールC公演『熊木杏里 LIVE “ホントのライブベスト版 15th篇”』より、厳選曲を収録。『人と時』初回限定盤付属DVDと同会場で披露された16曲から「新しい私になって」「シグナル」を外した14曲。

## 収録曲
作詞・作曲：熊木杏里
1. 花信風（1:36）
2. 時計（4:25）
3. ちょうちょ（4:02）
4. 風のひこうき（4:59）
5. 私が見えますか?（4:54）
6. 七月の友だち（4:24）
7. wonder land（4:58）
8. イマジンが聞こえた（3:56）
9. 朝日の誓い（5:47）
10. ゴールネット（5:06）
11. 誕生日（4:29）
12. 君の名前（6:02）
13. 心ごと - U時間 -（4:11）
14. 窓絵（4:58）